# Victoire de France (1733-1799)
Pour les articles homonymes, voir Victoire de France (1556).
Signature
Victoire-Marie-Louise-Thérèse de France, dite Madame Cinquième puis Madame Victoire, est née au château de Versailles le 11 mai 1733 et est morte à Trieste le 7 juin 1799. Elle fut l'une des huit filles de Louis XV et de Marie Leszczynska, et l'une des quatre enfants à leur survivre sur les dix qu'ils eurent. Avec sa sœur Madame Adélaïde, elles vécurent à la cour jusqu'aux prémices de la Révolution française, qui obligea les deux princesses à émigrer vers l’Italie.

## Biographie

### Enfance
Tout comme ses sœurs cadettes, Victoire de France est seulement ondoyée à sa naissance. Elle est désignée sous le nom de « Madame Cinquième ». L'enfant est élevée à partir de 1738 par les religieuses de l'abbaye de Fontevraud, « la reine des abbayes ». Son abbesse, Louise-Françoise de Rochechouart de Mortemart, est considérée par tous comme une supérieure à la fois ferme et sage. Durant l'année 1742, Louise-Claire de Montmorin de Saint-Hérem lui succède. 
Madame Cinquième reçoit donc le baptême le 14 août 1745 à Fontevraud, avec les prénoms de Victoire-Marie-Louise-Thérèse et est désormais surnommée « Madame Victoire ». Sa sœur, alors « Madame Sixième », est aussi baptisée à Fontevraud avec pour parrain son frère Louis et son épouse Marie-Thérèse d'Espagne, et reçoit les prénoms de Sophie-Phillipine-Élisabeth-Justine. Elle est nommée « Madame Sophie ». Victoire est envoyée à l'abbaye de Fontevraud en 1738 et revient à la cour en mars 1748. 

### Personnalité
Victoire est considérée de son temps, comme par la suite, comme étant la plus belle fille du plus beau des rois. Pierre de Nolhac, alors conservateur du Musée de Versailles, écrivait ceci à propos de son plus célèbre portrait, réalisé par Jean-Marc Nattier durant l'année 1748 : 
« Ses yeux sombres ont une douceur inquiétante ; la longue frange de cils ombre ses joues ; la bouche est sensuelle, le menton étroit, le front large ; les cheveux noirs (comme son père) s'harmonisent au teint mat et doré ; la robe brodée d'or, l'écharpe de soie jaune, les dentelles blanches semblent parer un corps voluptueux. »

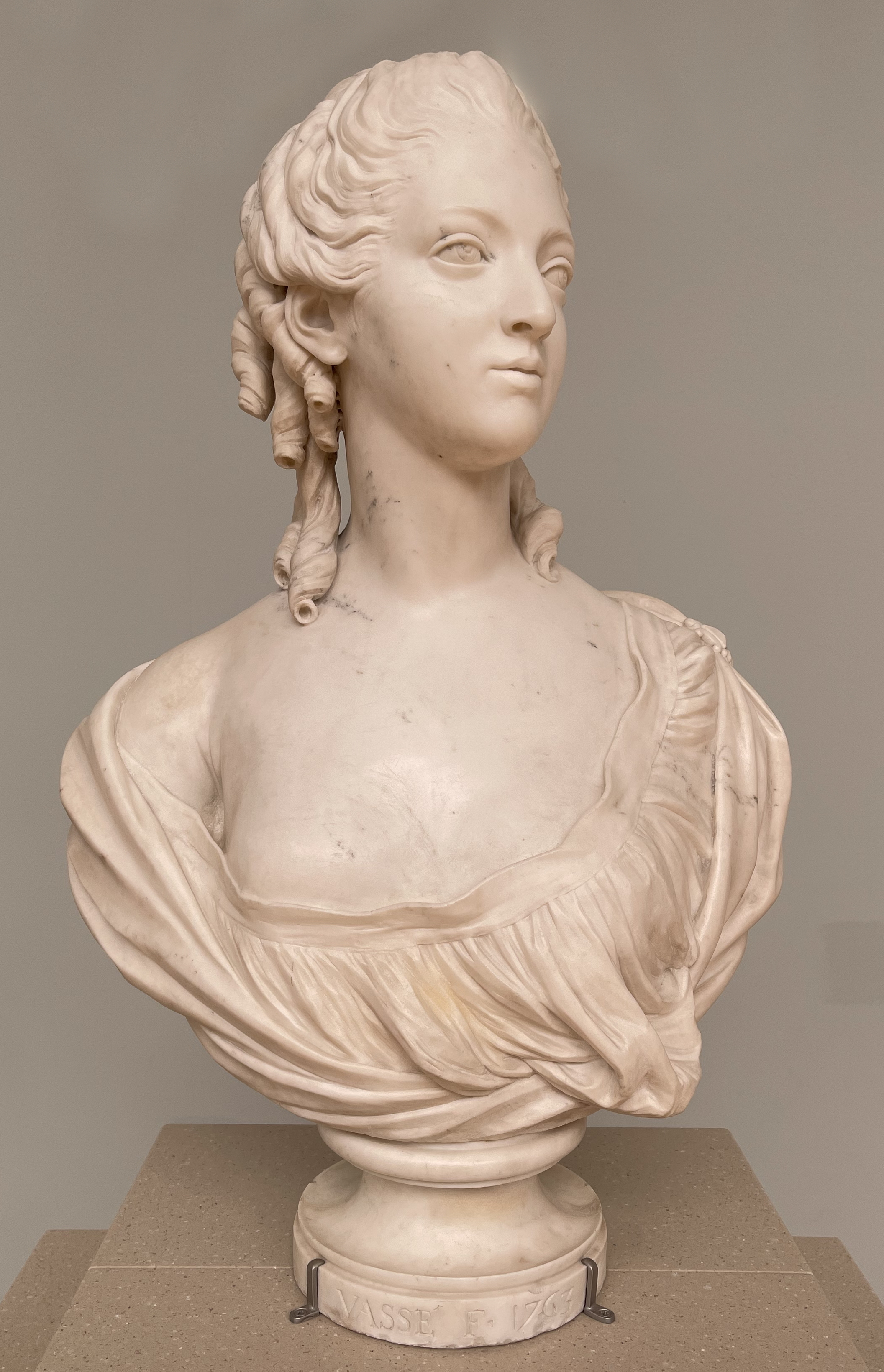
Buste par Louis-Claude Vassé (1763). Musée national d'Écosse, Édimbourg, Royaume-Uni.

Très proche de sa mère, Marie Lesczynska, de son frère, le dauphin et de ses sœurs, elle souffre avec eux des adultères du roi, de la rigidité du protocole, de la bassesse des courtisans et elle se retire peu à peu de la vie mondaine de la cour. Elle n'en est pas moins une fille très obéissante et dévouée et est affectueusement surnommée « Coche » par son père. Elle apprend tout comme le reste de ses frères et de ses sœurs à jouer d'une multitude d'instruments de musique. 
Elle joue de la harpe et excelle au clavecin. Des compositeurs comme Mozart, Jacques Duphly ou Armand-Louis Couperin, lui dédièrent des pièces ou des recueils. En revanche, elle n'apprécie guère les bals de la cour où elle est forcée de paraître. Elle montre un goût particulier pour les jardins et les plantes exotiques, un loisir à la mode parmi l'aristocratie. Elle fait ainsi installer des bacs à fleurs devant ses fenêtres bien que l'espace y fût réduit. C'est donc au château de Bellevue qu'elle s'y adonne. 

### Mariage

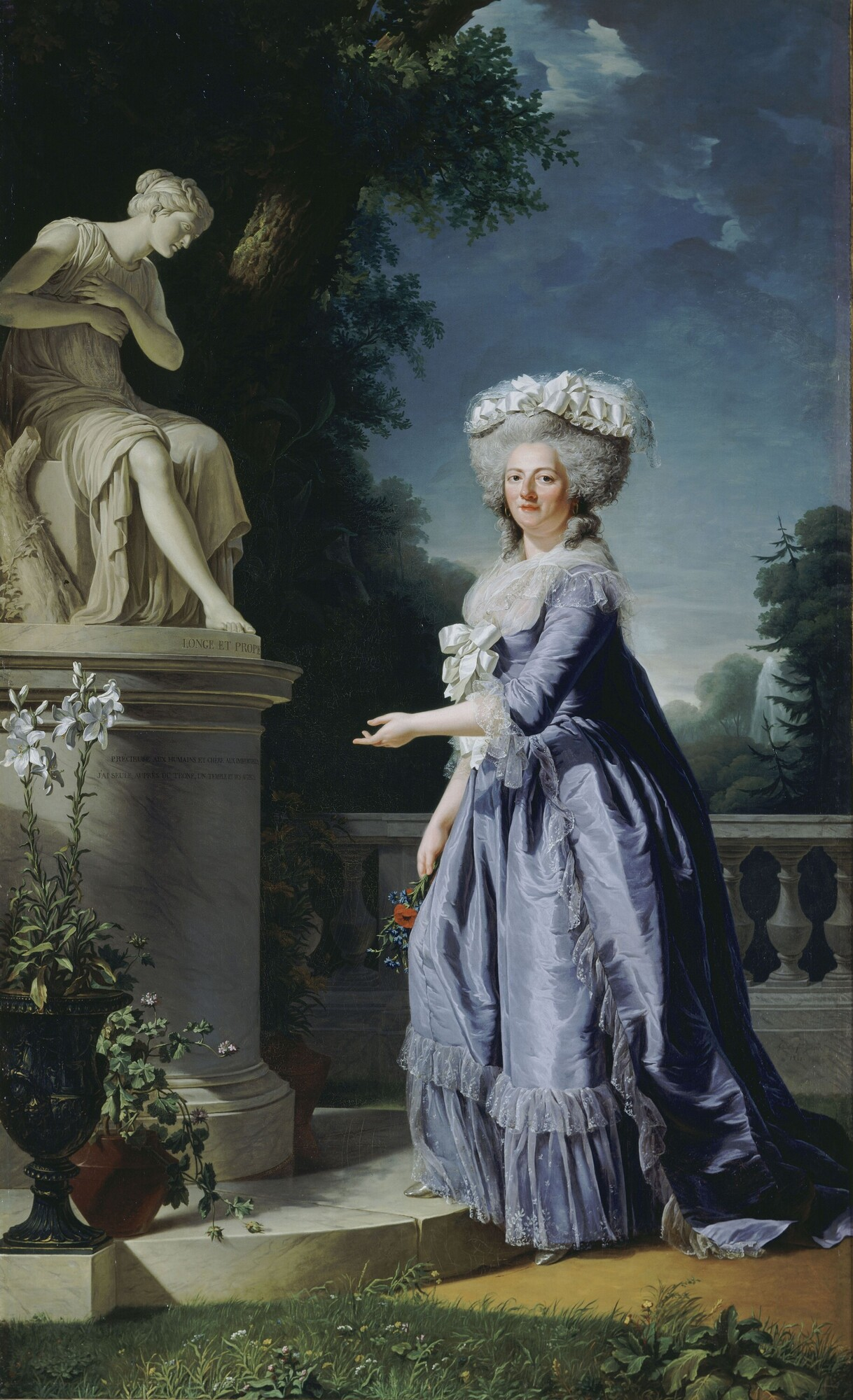
Victoire-Louise-Marie-Thérèse de France, dite Madame Victoire par Adélaïde Labille-Guiard, 1788.

Comme la majorité de ses sœurs, Victoire ne se marie jamais. Dans une certaine logique, il n'y avait en Europe pas assez de partis compatibles pour les filles du roi. Sa sœur aînée, Louise-Élisabeth, mariée dès 1739 à Philippe Ier, infant d'Espagne, souhaite alors en 1753 que Victoire épouse son beau-frère, le roi Ferdinand VI, roi d'Espagne, mais le mariage ne se fait pas. 
Victoire fait également la connaissance, probablement en 1784, de Pierre André de Suffren après son retour de la campagne des Indes. Ils deviennent amis, et Suffren lui rend souvent visite, la princesse adorant entendre le récit de ses combats. C'est chez elle, le 5 décembre 1788, qu'il se trouve très mal après que son médecin lui a pratiqué une saignée, car la princesse lui trouvait mauvaise mine. Le bailli meurt cependant chez lui, puisqu'il est impossible de mourir dans les appartements d'une princesse selon les usages du temps. 

### Révolution française
Quand éclatent les premiers troubles liés à la Révolution française, il ne reste qu'elle et sa sœur aînée, Madame Adélaïde, des dix enfants qu'avait eus Louis XV. Les deux princesses, opposées à la politique anti-chrétienne de l'assemblée révolutionnaire, quittent la France pour Rome en février 1791, non sans avoir subi quelques avanies sur leur chemin d'exil. Elles ne doivent leur salut qu'à l'intervention de Mirabeau et elles se réfugient de plus en plus loin en Italie. D'abord à Turin, chez leur nièce Clotilde, alors épouse du prince de Piémont. 
Elles s'établissent ensuite à Rome, protégées par le pape Pie VI qui les loge au palais Farnèse. Lors de l'arrivée des troupes françaises, elles rejoignent Naples, où règne alors une sœur de leur nièce Marie-Antoinette, Marie-Caroline d'Autriche, peu ravie de les voir. Les deux vieilles dames doivent de nouveau fuir en 1798 et traversent l'Adriatique sur une barque à huile. Elles accostent à Trieste, ville des États de l'empereur. Victoire s'éteint alors la première, à Trieste, atteinte d'un cancer du sein, le 7 juin 1799. Adélaïde ne lui survit que huit mois. 
Les deux sœurs étaient accompagnées dans leur exil par la marquise de Roquefeuil. Leurs corps sont rapatriés en France sous le règne de leur neveu Louis XVIII, et sont inhumés en la nécropole royale de la basilique de Saint-Denis. Bien des siècles plus tard, un roman de Frédéric Lenormand, Les Princesses vagabondes (1998), décrit la fuite de Mesdames en Italie à partir de 1791 et jusqu'à leur mort. Dans sa biographie Mesdames de France, Bruno Cortequisse rend honneur aux filles de Louis XV et décrit leur vie de princesse.

## Filmographie
- Dans le film Marie-Antoinette (2006) de Sofia Coppola, son rôle est interprété par Molly Shannon.
- Dans la série Marie-Antoinette (2022) de Deborah Davis, son rôle est interprété par Caroline Piette.
- Dans le film Jeanne du Barry (2023) de Maïwenn, son rôle est interprété par Suzanne de Baecque[5].